# Leonor Martín
Leonor Martín (née le 1er août 1989) est une actrice espagnole connue pour interpréter le rôle de Lola dans la série espagnole Physique ou Chimie.

## Filmographie

### Film
- 2005 : El penalti más largo del mundo

### Télévision
- 2008 , 2009 , 2010 , 2011 : Physique ou Chimie
- Aula de castigo : Sara
- La que se avecina
- 2011 :  El secreto de Puente Viejo : Gregoria Casas[1]